# Willy Düskow
Wilhelm Franz Eugen „Willy“ Düskow (* 25. September 1879 in Berlin; † 14. September 1962 in Westerland) war ein deutscher Ruderer, der 1908 Olympiadritter im Zweier ohne Steuermann wurde.
Willy Düskow trat bei der Deutschen Meisterschaft 1908 zusammen mit Martin Stahnke in einem Boot des Berliner Ruder-Clubs an. Sie belegten den zweiten Platz hinter Hermann Wilker und Otto Fickeisen aus Ludwigshafen. Zu den Olympischen Spielen nach London reisten Düskow und Stahnke. Bei den Olympischen Spielen 1908 wurden die Ruderwettbewerbe auf der Themse bei Henley ausgetragen. Der Kurs war so schmal, dass nur jeweils zwei Boote gegeneinander antreten konnten. In der Bootsklasse Zweier ohne Steuermann traten vier Boote an. Düskow und Stahnke unterlagen im zweiten Vorlauf den Briten George Fairbairn und Philip Verdon. Im offiziellen Ergebnis wurden lediglich die Plätze eins und zwei gewertet. Stahnke und Düskow werden aber analog zum Boxen in vielen Quellen als Olympiadritte geführt.